# Böhönye, Somogy
Böhönye  este un sat în districtul Marcal, județul Somogy, Ungaria, având o populație de 2.370 de locuitori (2011). 

## Demografie
Componența etnică a satului Böhönye
     Maghiari (92,35%)
     Romi (5,99%)
     Necunoscut (0,17%)
     Alții (1,49%)
Componența confesională a satului Böhönye
     Romano-catolici (62,11%)
     Fără religie (13,63%)
     Reformați (5,99%)
     Necunoscută (16,2%)
     Alte religii (2,87%)
Conform recensământului din 2011, satul Böhönye avea 2.370 de locuitori. Din punct de vedere etnic, majoritatea locuitorilor (92,35%) erau maghiari, cu o minoritate de romi (5,99%). Apartenența etnică nu este cunoscută în cazul a 0,17% din locuitori.  Din punct de vedere confesional, majoritatea locuitorilor (62,11%) erau romano-catolici, existând și minorități de persoane fără religie (13,63%) și reformați (5,99%). Pentru 16,2% din locuitori nu este cunoscută apartenența confesională.